# Saturnino Vergara Moure
Saturnino Antonio Vergara Moure (Zipaquirá, 29 de noviembre de 1835- 9 de abril de 1893) fue un investigador de historia, publicista, profesor y escritor colombiano
Vergara es el autor del afamado libro histórico el Diccionario biográfico de los campeones de la libertad de la Nueva Granada en coautoría con Manuel Leonidas Scarpetta.

## Biografía
Hijo de Manuel Francisco de Vergara y Nates y de su esposa María Manuela Moure y Sánchez, viajó a los Estados Unidos a estudiar inglés; los gastos los pagó su tío abuelo lejano Tomás Cipriano de Mosquera.
Oficial segundo en la Dirección de Correos, profesor de inglés de la Universidad Nacional (1868), Director del Museo Nacional de Colombia 1880. Oficial de la Biblioteca Nacional de Colombia bajo la dirección de Miguel Antonio Caro entre 1881 y 1885.
Dedicó su vida a la investigación histórica de Colombia en los archivos públicos, gracias a esto encontró varios documentos perdidos sobre la conquista, el virreinato, la nueva granada y demás hechos históricos de gran valor cultural. Escribió en asocio con Manuel Leonidas Scarpetta y publicó el Diccionario Biográfico de los campeones de la libertad de la Nueva Granada, Venezuela, Ecuador y Perú en 1879. También publicaron juntos una corta guía del pintor (1867), un Análisis crítico de las pinturas y esculturas que se presentaron en la exhibición nacional del 20 de julio de 1871.
Fundó el periódico La Abeja el 25 de marzo de 1883, un semanario de conocimientos útiles. Después fundaría un asilo para jóvenes desamparados asociado con importantes personajes del momento como Gabriel Sandino Groot, Próspero Pereira Gamba y Guillermo Espinosa.
Fundó, el 19 de junio de 1888 la sociedad protectora de aborígenes de Colombia de la cual fue vicepresidente.

## Familia
Saturnino era miembro de la elite santafereña, cuyo orígenes se remontan a las primeras décadas de la colonia, con el encomendero Antonio de Vergara Azcárate, como patriarca de la poderosa familia Vergara. Sus padres eran Manuel Francisco de Vergara y Nantes, y María Manuela Moure y Sánchez, siendo sus hermanos Ignacio, Rafael y María Dolores Vergara Moure.
Se casó con Zoila Canales angulo en mayo de 1864, con quien tuvo a sus hijos María Manuela, Manuel de Francisco, Simón Leopoldo, María Jesús Sofía, María Francisca, Adolfo, María del Carmen, Guillermo, María Elena, Gustavo y María Julia Vergara Canales.

## Obras
- Una tradición religiosa (1857)
- Cartas dirigidas al Dr. M. Murillo (1859)
- Un Análisis crítico de las pinturas y esculturas (1871)
- Diccionario biográfico de los campeones de la libertad de la Nueva Granada (1879)